# That's the Stuff
That's the Stuff es el segundo álbum de la banda estadounidense autograph. Una versión diferente del álbum apareció más tarde en 1986, con una versión ligeramente azul con obras de arte diferentes. En esa versión del álbum, se encuentra la canción "We're an American Band" sustituyendo a la canción del álbum original de That's The Stuff, "Six String Fever" (pista 6 en las dos versiones).
Una versión remasterizada del álbum original (cubierta en rojo) fue lanzado por Spitfire Records en 2002, que mantiene la lista de canciones que el original, aparte de la sustitución de "Six String Fever" en la otra versión del álbum del 1986 "We're an American Band" como la canción # 6. Desde su lanzamiento remasterizado en 2002 el CD se ha convertido en extremadamente raro de encontrar. Los precios van desde 40 hasta 70 dólares para comprar el álbum en la web. 
Las canciones más exitosas del álbum fueron, la popera That's The Stuff la de Blondes In Black Cars y la canción Take No Prisoners. Con este álbum, después del exitoso álbum debut Sing In Please y con su hit Turn Up The Radio, pudieron tocar en conciertos con grupos importantes al nivel de Judas Priest, prácticamente. Aunque lo que no se esperaban ellos, era el fracaso de ventas de That's The Stuff y los comentarios por parte de los seguidores no fueron muy positivos en 1985 ni en 1987 con el álbum Loud and Clear.

## Lista de canciones
| N.º | Título                  | Duración |  |
| 1.  | «That's the Stuff»      | 4:24     |  |
| 2.  | «Take No Prisoners»     | 3:56     |  |
| 3.  | «Blondes In Black Cars» | 4:16     |  |
| 4.  | «You'll Get Over It»    | 3:27     |  |
| 5.  | «Crazy World»           | 4:38     |  |
| 6.  | «Six String Fever»      | 4:34     |  |
| 7.  | «Changing Hands»        | 4:49     |  |
| 8.  | «Hammerhead»            | 1:37     |  |
| 9.  | «Built For Speed»       | 3:37     |  |
| 10. | «Paint This Town»       | 4:51     |  |

- Datos: Q1143964